# Цырлин, Владимир Викторович
Владимир Викторович Цырлин (укр. Володимир Вікторович Цирлін; 28 июня 1932, Одесса — 6 июля 1987, Киев) — советский украинский художник кино и киновед. Кандидат искусствоведения (1968).

## Биография
Родился 28 июня 1932 года в Одессе в семье служащего. Окончил Киевский художественный институт (1958) и аспирантуру Института искусствоведения, фольклористики и этнологии им. М. Т. Рыльского НАН Украины (1967).
С 1958 года — художник комбинированных съёмок и художник-постановщик Киевской киностудии им. А. П. Довженко.
Защитил кандидатскую диссертацию «Декорационно-изобразительное решение фильма» (1968).
Преподавал в Киевском государственном институте театрального искусства им. И. Карпенко-Карого.
Был членом Союзов художников и кинематографистов Украины.
Умер 6 июля 1987 года в Киеве.

## Фильмография
Оформил фильмы:
- «Олекса Довбуш» (1959)
- «Небо зовёт» (1960)
- «Кровь людская — не водица» (1960)
- «Роман и Франческа» (1960)
- «Гулящая» (1961)
- «Королева бензоколонки» (1961)
- «Киевская соната» (1962)
- «Среди добрых людей» (1962)
- «Юнга со шхуны „Колумб“» (1963)
- «Космический сплав» (1964)
- «Ключи от неба» (1964)
- «Дни лётные» (1965)
- «Родник для жаждущих» (1966)
- «Лишний хлеб»
- «Берег надежды» (1967)
- «Вечер накануне Ивана Купала» (1968)
- «Дума о Британке» (1969)
- «Слепой дождь» (1969, т/ф)
- «Сеспель» (1970)
- «Белая птица с чёрной отметиной» (1970)
- «Мир хижинам, война дворцам» (1970, т/ф)
- «Семнадцатый трансатлантический» (1972)
- «Вера, Надежда, Любовь[укр.]» (1972, т/ф)
- «Личная жизнь»
- «Гуси-лебеди летят» (1974)
- «Канал» (1975)
- «Человек живёт дважды» (1975, т/ф)
- «Поёт Лилия Гавриленко» (1975, т/ф, фильм-концерт)
- «Рождённая революцией» (1975—1977, т/ф)
- «Талант» (1977, т/ф)
- «Ярослав Мудрый» (1981)
- «Возвращение с орбиты» (1983)
- «Люди и дельфины[укр.]» (1983, т/ф, 4 с.)
- «Поцелуй» (1983, т/ф)
- «Два гусара» (1984, т/ф, 2 с.)
- «Подвиг Одессы» (1985, 2 c)
- «Чужой звонок» (1985, т/ф)
- «Храни меня, мой талисман» (1986)
- «Счастлив, кто любил[укр.]» (1986)
- «Соломенные колокола» (1987) и др.